# Halewijn (tramhalte)
Halewijn is een tramhalte die deel uitmaakt van het Antwerpse tramnetwerk. De halte ligt aan het kruispunt van de Blancefloerlaan met de Galgenweellaan en de Halewijnlaan op de Linkeroever ongeveer ter hoogte van de aftakking met de N70 die naar de N49a loopt. In september 1990 werd de halte in gebruik genomen nadat de Brabotunnel onder de Schelde die de lijn met het centrum van Antwerpen verbond, klaar was voor gebruik. Vandaag de dag kan je in het station vier lijnen nemen: namelijk , ,  en .
Het is de eerste halte voorbij de premetro richting P+R Linkeroever gezien vanuit de Antwerpse premetro en de laatste halte voor de premetro gezien vanuit P+R Linkeroever.

## Busaansluitingen
Op 6 januari 2024 voerde De Lijn grote veranderingen uit in hun tram- en busnet van heel Vlaanderen en Brussel. Aan de bushalte Van Eedenplein stopte voordien meer lijnen. Nu stoppen er enkel nog de Antwerpse stadslijn 36 en streeklijnen 81, 84, 85, 87 & 93 van het Oost-Vlaamse net. Ook kregen veel lijnen een nieuwe lijnkleur.
Eerder stopte hier ook een buslijn 19 richting Breda en Hulst die bediend werd door de Nederlandse vervoersmaatschappij Connexxion. Het einde van deze buslijn werd bekendgemaakt in mei 2024. Enkele maanden later werd in november bekendgemaakt dat de buslijn terug langs Antwerpen zou rijden.